# Us
Us je priimek več znanih Slovencev:
- Helena Us (r. Lipovšek) (1901—1988), biologinja in geologinja, profesorica
- Ivanka Us (r. Brilej) (1936—2022), agronomka
- Jurij Us, zdravnik, primarij
- Marija Us Krašovec (*1931), zdravnica/medicinka citopatologinja, dobitnica Goldblattove nagrade
- Peter Us (1897—1977), biolog, profesor
- Žan Us, hokejist